# Czterdziestu męczenników z Brazylii
Męczennicy z La Palma lub Czterdziestu męczenników z Brazylii – grupa udających się na misje ewangelizacyjne nowicjuszy, kleryków i kapłanów, którzy ponieśli śmierć męczeńską za wiarę w dniu 15 lipca 1570 roku w drodze do Brazylii w pobliżu miejscowości Fuencaliente na wyspie La Palma.

## Geneza męczeństwa
Wobec wszystkich aspektów nędzy panującej w XVI wiecznej Brazylii i stanu tamtejszych misji z inicjatywy Ignacego Azevedo utworzono grupę 69 ochotników, którzy mieli podjąć działalność ewangelizacyjną na tych terenach. Przed wyruszeniem uzyskano zgodę papieża Piusa V na zabranie kopii obrazu Matki Boskiej Śnieżnej z głównego ołtarza Bazyliki Najświętszej Marii Panny Większej.
Planowaną podróż rozpoczęto od zaokrętowania na statki w Lizbonie. Dwudziestu sześciu wolontariuszy z Piotrem Diazem trafiło na okręt admiralski, czterech na inne jednostki eskadry dowodzonej przez Luisa de Vasconcelos, zaś pozostałych trzydziestu dziewięciu na statek „Święty Jakub” (Santiago). Po postoju na Maderze, gdzie zostali ostrzeżeni o krążącej flotylli hugenotów z francuskiej La Rochelle, kilku uczestników przeokrętowano, zaś pozostali postanowili podjąć dalszą wyprawę na misje. Wszyscy misjonarze i kandydaci do pracy ewangelizacyjnej zostali zamordowani w czasie napaści, jakiej dokonali hugenoci w dniu 15 lipca 1570 roku w drodze do Brazylii w pobliżu wyspy La Palma. Śmierć ponieśli zasieczeni szablami, od kul, ciosów sztyletami i włóczni, a także topieni w morzu. Rzeź przeżył jeden członek załogi, którego relacja szybko przyczyniła się do rozprzestrzenienia kultu męczenników. Papież Pius V wyraził radość z męczeńskiej śmierci za wiarę, a ówczesny generał zakonu jezuitów Franciszek Borgiasz zakazał odprawiania nabożeństw żałobnych.

## Lista męczenników[a]
1. Ignacy de Azevedo, Inácio de Azevedo, Portugalczyk – kapłan
2. Jakub de Andrade, Diego de Andrade, Portugalczyk – kapłan
3. Alvarez Mendes, Álvaro Mendes Borralho, Portugalczyk
4. Andrzej Gonçalves, André Gonçalves, Portugalczyk
5. Antoni Soares, António Soares, Portugalczyk
6. Benedykt de Castro, Bento de Castro, Portugalczyk
7. Emanuel Fernandez, Manuel Fernandes, Portugalczyk
8. Emanuel Rodrigues, Manuel Rodrigues, Portugalczyk
9. Franciszek de Magalhães, Francisco de Magalhães, Portugalczyk
10. Jan Fernandes, João Fernandes (z Lizbony), Portugalczyk
11. Jan de San Martin, Juan de San Martín, Hiszpan
12. Ludwik Correia, Luís Correia, Portugalczyk
13. Piotr Nunes, Pero Nunes, Portugalczyk
14. Szymon Lopes, Simão Lopes, Portugalczyk
15. Alfons de Baena, Alonso de Baena, Hiszpan
16. Maurus Vaz, Amaro Vaz, Portugalczyk
17. Antoni Fernandes, António Fernandes, Portugalczyk
18. Błażej Ribeiro, Brás Ribeiro, Portugalczyk
19. Dominik Fernandez, Domingos Fernandes, Portugalczyk
20. Emanuel Alvarez, Manuel Álvares, Portugalczyk
21. Franciszek Alvarez, Francisco Álvares, Portugalczyk
22. Grzegorz Escrivano, Gregório Escrivano (Escribano), Hiszpan
23. Jan de Baeza, Hiszpan
24. Jan Fernandes,João Fernandes (z Bragi), Portugalczyk
25. Jan Mayorga, Juan de Mayorga, Hiszpan
26. Jan de Zafra, Juan de Zafra, Hiszpan
27. Kasper Alvarez, Gaspar Álvares, Portugalczyk
28. Piotr de Fontoura, Pedro Fontoura, Portugalczyk
29. Stefan de Zuraire, Esteban de Zuraire, Hiszpan
30. Szymon Acosta, Simão da Costa, Portugalczyk
31. Aleksy Delgado, Aleixo Delgado, Portugalczyk
32. Antoni Correia, António Correia, Portugalczyk
33. Emanuel Pacheco, Manuel Pacheco, Hiszpan
34. Ferdynand Sánchez, Fernán Sanchez, Hiszpan
35. Franciszek Pérez Godoy, Francisco Pérez Godoy (Godói), Hiszpan
36. Gonsalwy Henriques, Gonçalo Henriques, Portugalczyk
37. Jakub Peres, Diogo Pires Mimoso, Portugalczyk
38. Marek Caldeira, Marcos Caldeira, Portugalczyk
39. Mikołaj Dinis, Nicolau Dinis (Diniz), Portugalczyk
40. W grupie wymieniany jest także czternastoletni Jan de San Juan.

## Beatyfikacja
Grupa męczenników wspominana jest w dzienną rocznicę śmierci.
Dwaj kapłani, młodzież zakonna, a także beatyfikowany jako kandydat Jan de San Juan należeli do zakonu jezuitów. Formalnej beatyfikacji, aprobującej kult, którym otoczeni byli od czasów Piusa V, dokonał papież Pius IX 11 maja 1854 roku.